# Xichuan, Yunnan
Xichuan Xiang (kinesiska: 西川, 西川乡) är en socken i Kina. Den ligger i provinsen Yunnan, i den sydvästra delen av landet, omkring 300 kilometer nordväst om provinshuvudstaden Kunming. Antalet invånare är 14 928. Befolkningen består av 7 130 kvinnor och 7 798 män. Barn under 15 år utgör 28,0 %, vuxna 15-64 år 65 %, och äldre över 65 år 5,0 %.
Genomsnittlig årsnederbörd är 978 millimeter. Den regnigaste månaden är juli, med i genomsnitt 335 mm nederbörd, och den torraste är november, med 1 mm nederbörd.